# Isoetes
Isoetes L. è un genere di piante licofite. È l'unico genere noto della famiglia Isoetaceae Dumort. e dell'ordine Isoetales Prantl.
Il nome del genere può anche essere scritto Isoëtes. La dieresi (due punti sopra la e) indica che la o e la e devono essere pronunciate in due sillabe distinte. L'inclusione di ciò nella stampa è facoltativa; entrambe le ortografie (Isoetes o Isoëtes) sono corrette.

## Descrizione

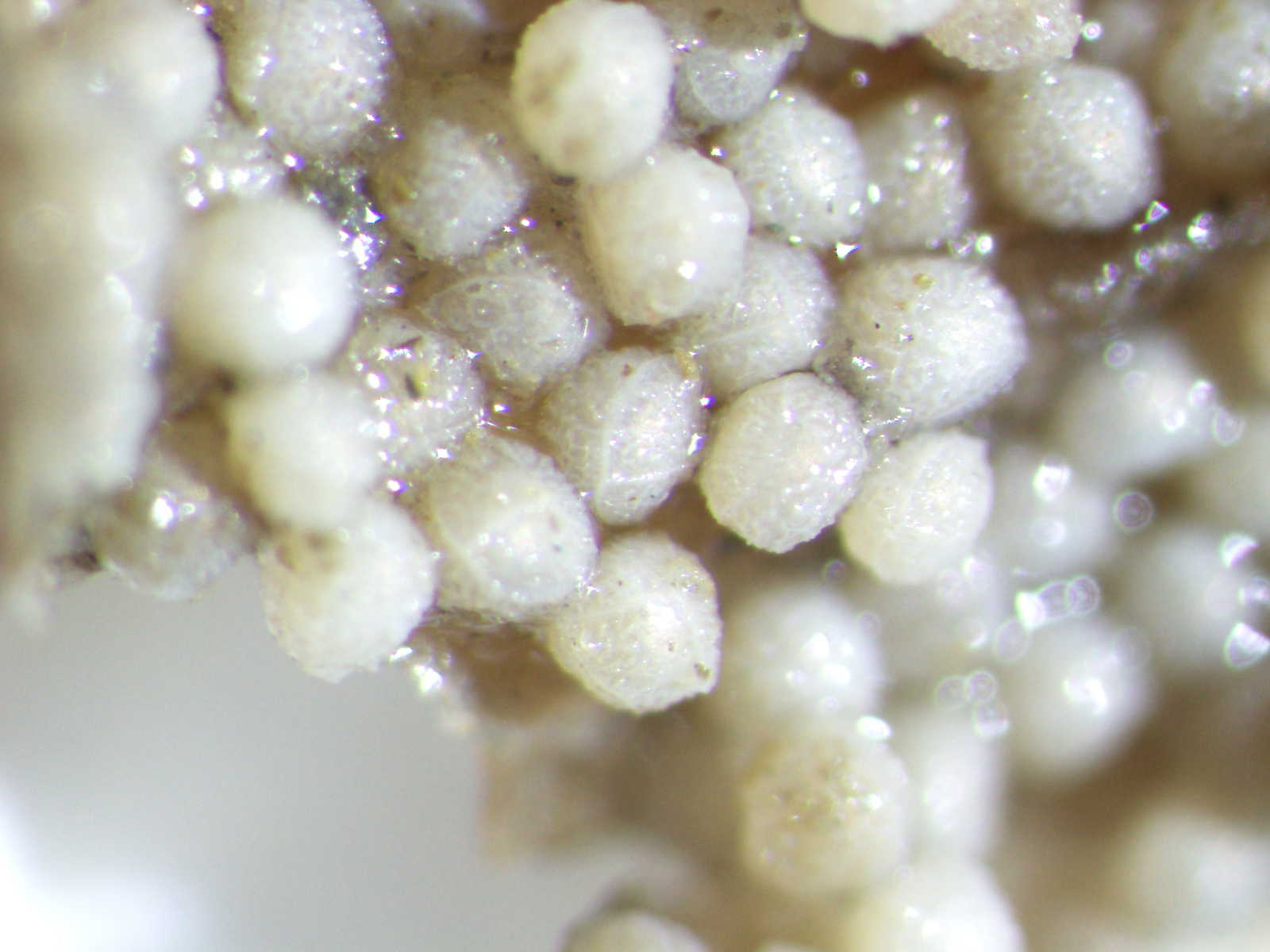
Spore di Isoetes tuckermanii

Le specie del genere Isoetes sono per lo più acquatiche o semi-acquatiche, vivono in stagni limpidi e corsi d'acqua a corso lento, anche se alcune crescono su terreni umidi che seccano in estate. Sono piante che producono spore e dipendono fortemente dalla dispersione di esse da parte dell'acqua. Le Isoetes hanno diversi modi per diffondere le loro spore a seconda dell'ambiente. Le foglie sono cave e simili a penne, con una ligula minuta alla base della superficie superiore derivante da un cormo centrale. Gli sporangi sono profondamente infossati nella base delle foglie. Ogni foglia può portare molte spore piccole oppure poche spore grandi. Entrambi i tipi di foglia si trovano su ogni pianta. Ogni foglia è stretta, lunga 2-20 cm e larga 0,5-3 mm; possono essere sempreverdi, decidue in inverno o decidue nella stagione secca. Solo il 4% della biomassa totale, le punte delle foglie, è clorofilliana.
Le radici si allargano fino a formare una base gonfia fino a 5 mm di larghezza dove si attaccano in gruppi a un rizoma sotterraneo a forma di bulbo, caratteristico della maggior parte delle specie di Isoetes, anche se alcune formano tappeti diffusi. Questa base rigonfia contiene anche sporangi maschili e femminili, protetti da un sottile velo trasparente, che viene utilizzato a scopo diagnostico per identificare le specie che sono molto difficili da distinguere dall'aspetto generale. Il modo migliore per identificarli è esaminarne le megaspore al microscopio. Inoltre, l'habitat, la struttura, la dimensione delle spore e il velo forniscono caratteristiche che distinguono i taxa del genere Isoetes.
Le Isoetes possiedono anche una forma vestigiale di crescita secondaria nelle porzioni basali dello stelo a forma di bulbo, un'indicazione dell'evoluzione da antenati più grandi.

## Tassonomia
Il genere Isoetes comprende oltre 200 specie.